# Maria Theresia Köhler
Maria Theresia Köhler (* 15. Januar 1855 in Fulda; † 21. April 1917 ebenda) war eine deutsche Ordensschwester und Generaloberin der Kongregation der barmherzigen Schwestern vom hl. Vinzenz von Paul in Fulda.

## Leben
Maria Theresia Köhler wurde als Tochter des Kaufmanns Johannes Köhler und dessen Ehefrau Therese Hohmann geboren. Nach dem Besuch der Höheren Mädchenschule der Englischen Fräulein in Fulda erhielt sie eine Ausbildung zur Krankenpflegeschwester und trat 1880 in die Fuldaer Kongregation der Barmherzigen Schwestern des heiligen Vinzenz von Paul ein. Da die Schwestern des Krankenhauses in Fulda – von diesem Orden betrieben – während des Kulturkampfes ihre Arbeit einstellen mussten, nahm sie Arbeit im Bürgerhospital in Straßburg auf und legte dort 1882 das Ordensgelübde ab.
Köhler kehrte nach Deutschland zurück in der Erwartung, dass die Regierung dem Aufbau einer Niederlassung in Hanau zustimme. Diese wurde erteilt und der Orden konnte mit dem Bau des St. Vinzenz-Krankenhauses in Hanau beginnen und am 11. Juni 1887 unter ihrer Leitung als Oberin die  Pflege aufnehmen.
Am 5. Mai 1891 wurde sie zur Generaloberin im Mutterhaus in Fulda gewählt. In ihre Amtszeit fallen zahlreiche  Neugründungen von Krankenhäusern, Ambulatorien, Kindergärten und weiterer sozialer Einrichtungen in Hessen. So wurde 1907 im Landeskrankenhaus Fulda eine Krankenpflegeschule eingerichtet.
Sie blieb bis zu ihrem Tod am 21. April 1917 im Amt. In dieser Zeit verdoppelte sich die Zahl der Einrichtungen von 26 auf 58.